# The Eyes of Horror
The Eyes of Horror è un EP del gruppo Death metal Possessed, pubblicato il 31 maggio 1987 dall'etichetta discografica Combat Records.

## Il disco
Il disco è stato prodotto dal chitarrista Joe Satriani.

## Tracce
1. Confessions – 2:53
2. My Belief – 3:34
3. The Eyes of Horror – 3:16
4. Swing of the Axe – 3:59
5. Storm in My Mind – 4:22

## Formazione
- Jeff Becerra - voce, basso
- Mike Torrao - chitarra
- Larry LaLonde - chitarra
- Mike Sus - batteria